# Pitodoris
Pitodoris (en llatí Pythodoris, en grec antic Πυθοδωρίς) fou reina del Pont. Era filla de Pitòdor de Tral·les, l'amic de Gneu Pompeu, i neta de Marc Antoni, ja que la seva mare era Antònia, que Marc Antoni havia tingut amb Antònia Hibrida. Va néixer a Esmirna l'any 30 aC o el 29 aC, i va morir segurament l'any 38.
Es va casar amb Polemó I rei del Pont i del Bòsfor. A la mort de Polemó va conservar el poder a la part oriental del Pont i en alguns districtes de la Còlquida però va perdre el regne del Bòsfor. Es va casar llavors amb Arquelau de Capadòcia i a la mort d'aquest l'any 17 va retornar al Pont on va restar i governar com a regent del seu fill Zenó de Pont i l'Armènia Menor fins al 27 quan el Pont es va convertir, almenys parcialment, en província romana. Segurament va conservar el poder a l'interior fins a la seva mort que probablement no va tenir lloc fins a l'any 38.
Segons el seu contemporani Estrabó, era una dona de caràcter virtuós i d'una gran capacitat per als negocis, i els seus dominis van tenir una gran riquesa econòmica. Dels seus dos fills, el primer, Zenó, va ser rei de l'anomenat Pont Capadoci i de l'Armènia Menor, i va regnar amb el nom d'Artaxes III d'Armènia, i l'altre, Polemó II després d'ajudar-la en l'administració del regne, va ser rei del Pont a la seva mort.